# Phan Quốc Hưng
Phan Tấn Đạt (1949–2016), tên khác là Phan Quốc Hưng, tên thường gọi là Năm Hưng, là một chính trị gia người Việt Nam. Nguyên Ủy viên Ban Chấp hành Trung ương Đảng khóa IX, X, nguyên Bí thư Tỉnh ủy Bạc Liêu, Đại biểu Quốc hội Việt Nam khóa X, Chủ tịch Ủy ban nhân dân tỉnh Bạc Liêu.

## Thân thế
Phan Tấn Đạt sinh ngày 1 tháng 12 năm 1949 ở thị trấn Hòa Bình, huyện Vĩnh Lợi, nay thuộc huyện Hòa Bình, tỉnh Bạc Liêu.

## Sự nghiệp
Ngày 1 tháng 1 năm 1997, sau khi tỉnh Bạc Liêu được tái lập từ tỉnh Minh Hải, ông giữ chức vụ Chủ tịch Ủy ban nhân dân tỉnh Bạc Liêu. Tháng 7 năm 1997, ông trúng cử Đại biểu Quốc hội khóa X. Tháng 11 năm 1997, tại Đại hội đại biểu tỉnh Bạc Liêu (lần thứ XI) đầu tiên sau khi tái lập tỉnh, ông cùng Trương Công Đặng được bầu giữ chức vụ Phó Bí thư Tỉnh ủy Bạc Liêu, Bí thư Tỉnh ủy là Nguyễn Văn Út. Ông đảm nhận vài trò Chủ tịch tỉnh từ 14 tháng 7 năm 1997 đến ngày 29 tháng 12 năm 2000.
Tháng 12 năm 2000, tại Đại hội đại biểu tỉnh lần thứ XII, ông được bầu giữ chức vụ Bí thư Tỉnh ủy Bạc Liêu. Tháng 4 năm 2001, tại Đại hội toàn quốc, ông được bầu vào Ban Chấp hành Trung ương Đảng khóa IX.
Tháng 11 năm 2005, tại Đại hội đại biểu tỉnh lần thứ XIII, ông tái đắc cử Bí thư Tỉnh ủy Bạc Liêu. Tháng 4 năm 2006, tại tại Đại hội toàn quốc, ông lại được bầu vào Ban Chấp hành Trung ương Đảng khóa X. Ông đảm nhiệm các chức vụ cho đến Đại hội tỉnh thứ XIV (tháng 10 năm 2010). Sau đó ông nghỉ hưu.
Ông mất ngày 11 tháng 9 năm 2016, thọ 67 tuổi.

## Bên lề
Năm 2009, Cơ quan Cảnh sát điều tra Công an tỉnh Bạc Liêu khởi tố vụ án sai phạm, hối lộ diễn ra ở Công ty Xây dựng và Phát triển nhà Bạc Liêu. Các bị can khai rằng đã cho vợ của nguyên Bí thư Tỉnh ủy Phan Quốc Hưng mượn 60 triệu đồng. Số tiền đó đã được trả lại sau khi vụ án được khởi tố. Phiên tòa xét xử sơ thẩm của vụ án đã được mở vào năm 2012. Phiên tòa phúc thẩm được xét xử vào năm 2014.